# Peter Christoph Göldlin von Tiefenau

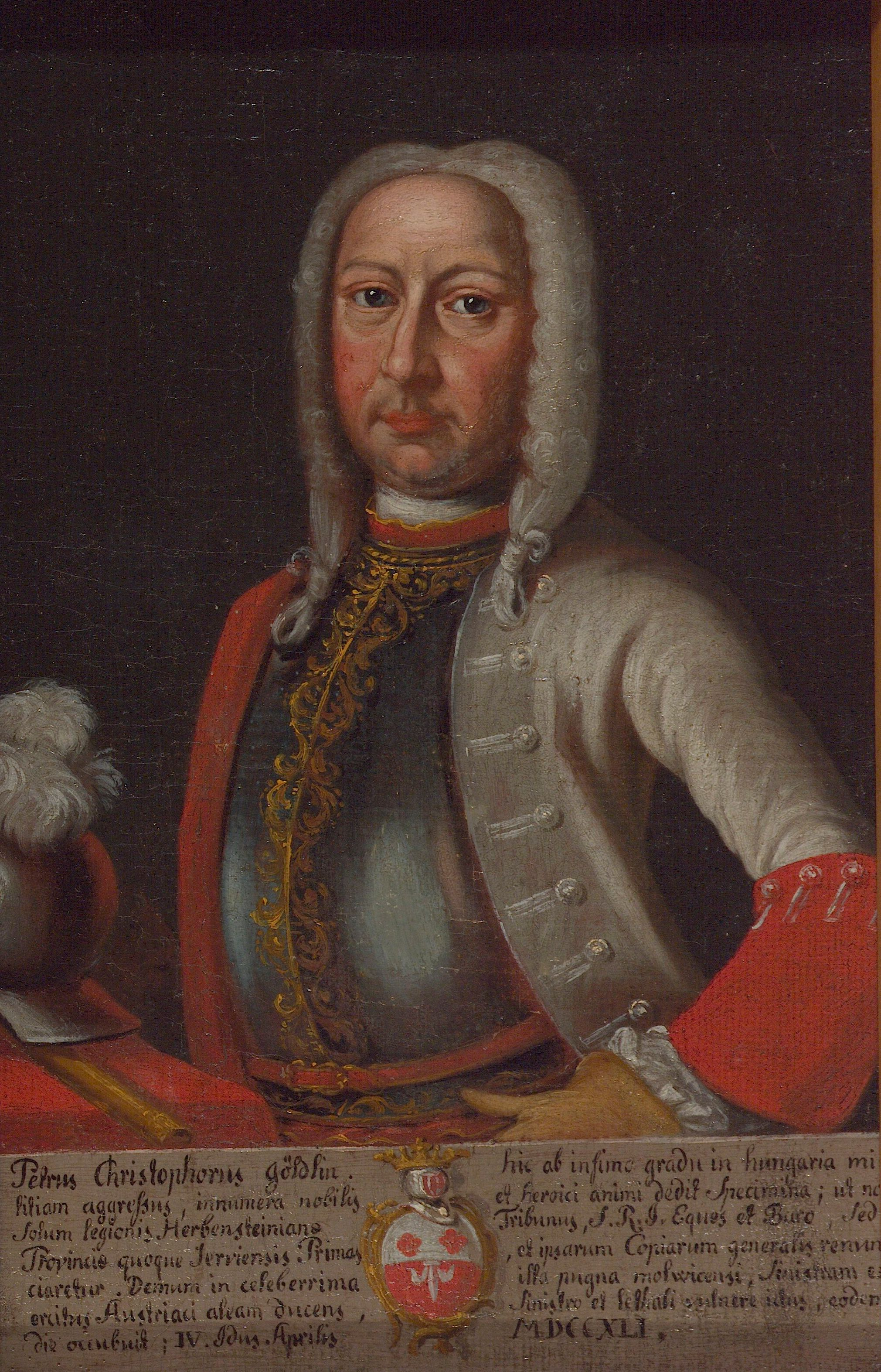
Peter Christoph Göldlin von Tiefenau (1663–1741)

Freiherr Peter Christoph Göldlin von Tiefenau (Göldi) (* 1663; † 10. April 1741 bei Mollwitz) war k.k. Feldmarschall-Lieutenant und ab 1731 österreichischer Freiherr.

## Herkunft
Er stammte aus der Luzerner Patrizierfamilie Göldlin von Tiefenau. Sein Vater Johann Jost Göldlin starb in kaiserlichen Diensten.

## Leben
Nach dem Tod des Vaters sorgte Kaiser Leopold I. für eine Erziehung und Ausbildung zum geschickten Offizier. Im Jahr 1699 erhielt er eine Kompanie im Infanterieregiment No. 50. Er stieg dort auf und wurde 1718 Oberstleutnant. Bei der Krönung zum böhmischen König von Karl VI. im Jahr 1723 wurde er zum Ritter geschlagen und kam im gleichen Jahr als Oberst in das Regiment O'Dewyer, dessen Inhaber er 1731 wurde. Am 27. Oktober 1733 wurde er zum Generalmajor befördert.
Er kämpfte sowohl im spanischen Erbfolgekrieg als auch im 6. Türkenkrieg. Besonders in Sizilien konnte er sich auszeichnen. Er wurde 1732 zum Freiherren erhoben und 1733 kam an den Hof nach Neapel, anschließend wurde er Kommandant von Capua ad interim. Am 10. August 1734 führte er dort einen erfolgreichen Ausfall, aber am Ende musste die Feste kapitulieren. Man war aber mit Göldlin sehr zufrieden und so wurde er zum Feldmarschall-Lieutenant befördert.
Anschließend wurde er am 12. September 1736 zum Oberbefehlshaber der Administration des Königreichs Serbien ernannt. Er kämpfte im 7. Türkenkrieg, wo er nach der verlorenen Schlacht bei Grocka den Rückzug der Österreicher deckte. Nach dem Krieg zog sich Göldlin nach Mähren zurück. Im Ersten Schlesischen Krieg stand er bei der Armee unter Neipperg. In der Schlacht bei Mollwitz kommandierte er den linken Flügel und wurde bei einem Angriff getötet.